# Аварийная посадка Ту-204 в Москве
Аварийная посадка Ту-204 в Москве — авиационная авария, произошедшая 22 марта 2010 года. Авиалайнер Ту-204 авиакомпании «Авиастар-ТУ» выполнял перегоночный рейс (без пассажиров) TUP1906 по маршруту Хургада — Москва, но в результате столкновения с деревьями произвёл незапланированную посадку в лесополосе в 2-х километрах от аэропорта Домодедово в условиях тумана и плохой видимости. На его борту находились 8 членов экипажа, все они в результате происшествия получили телесные повреждения различной степени тяжести. 6 членов экипажа госпитализированы. Самолёт был списан как не подлежащий восстановлению.

## Самолёт
Ту-204 (регистрационный номер RA-64011, заводской 1450741364011, серийный 011) был выпущен заводом «Авиастар» в 1993 году, это 9-й по счёту серийный самолёт. Первый полёт совершил 25 марта 1993 года, первый регулярный пассажирский рейс — 23 февраля 1996 года (Москва — Минеральные Воды).
С 3 сентября 1993 года эксплуатировался авиакомпанией «Внуковские авиалинии», в январе 2001 года был продан авиакомпании «Сибирь». В том же году прошёл доработку до модификации Ту-204-100 (были увеличены взлётная масса и дальность полёта).
С августа 2006 года сдавался в лизинг авиакомпаниям Red Wings Airlines (с августа 2006 года по февраль 2007 года) и «Интеравиа» (с апреля 2007 года по декабрь 2008 года). Оснащён двумя турбовентиляторными двигателями ПС-90А. На день аварии совершил 4795 циклов «взлёт-посадка» и налетал 18 335 часов.

### Происшествия
За время эксплуатации с бортом RA-64011 случилось два происшествия:
- 14 января 2002 года (во время эксплуатации в а/к «Сибирь») во время выполнения международного рейса SBI852 Франкфурт-на-Майне—Новосибирск у лайнера кончилось авиатопливо и он был вынужден планировать. Пилотам удалось посадить лайнер в аэропорту Омска, но он выкатился за пределы взлётной полосы и сбил несколько фонарей. Погибших и пострадавших не было[4][5].
- 21 марта 2010 года в 04:00 MSK борт RA-64011, выполняя рейс TUP1905 Москва—Хургада, вылетел из аэропорта Домодедово с 210 пассажирами на борту. При подлёте к Орлу произошло задымление в кабине пилотов. В результате экипаж принял решение вернуться обратно, и через 2 часа самолёт совершил аварийную посадку в Домодедово. По мнению представителей Росавиации, причиной ЧП стал «отказ электрического обогревателя ног экипажа». Вскоре неисправность была устранена, и самолёт с пассажирами на борту вновь вылетел из Москвы и благополучно приземлился в Хургаде[6].

За три дня до полёта лайнер находился на ремонте в Ульяновске на заводе-изготовителе в ЗАО «ЦТОиРАТ «Авиасервис» (в составе самолётостроительного завода ЗАО «Авиастар-СП»). На самолёте произведена замена шасси в связи с выработкой ресурса (календарный ресурс истекал в 2013 году).

## Экипаж
Состав экипажа рейса TUP1906 был таким:
- Командир воздушного судна (КВС) — 32-летний Александр Юрьевич Косяков. Проработал в авиакомпании «Авиастар-ТУ» 2 года и 9 месяцев (с 1 июня 2007 года). Управлял самолётами Ил-62 и Ту-154. В должности командира Ту-204 — с 11 июля 2008 года (до этого управлял им в качестве второго пилота и КВС-стажёра). Налетал 5388 часов, 1868 из них на Ту-204 (1016 из них  в качестве КВС).
- Второй пилот — 35-летний Алексей Анатольевич Михайловский. Проработал в авиакомпании «Авиастар-ТУ» 1 год и 10 месяцев (с 21 мая 2008 года). Управлял вертолётами Ми-8, Ка-27 и Ка-32, а также самолётом М-101Т «Гжель». В должности второго пилота Ту-204 — с 21 мая 2008 года. Налетал 1973 часа, 979 из них на Ту-204.
- Бортинженер — 46-летний Сергей Горячев. Проработал в авиакомпании «Авиастар-ТУ» 6 лет (с 13 марта 2004 года). В качестве бортинженера управлял самолётом Ту-154. В должности бортинженера Ту-204 — с 21 января 2004 года. Налетал 10 826 часов, 5402 из них на Ту-204.
- Авиатехник — 22-летний Алексей Катасонов.

В салоне самолёта также находились четверо бортпроводников — Алексей Монин, Марина Кудряшова, Ирина Лапкина и Юлия Соболева.

## Авария
Рейс TUP1906 являлся перегоночным; Так как КВС отказался выполнять рейс с пассажирами на борту, ссылаясь на неисправность приборов ВС (обнаружена при совершении рейса из Москвы в Хургаду),
на его борту находилось 8 членов экипажа.
22 марта 2010 года, в 02:35 MSK, совершил аварийную посадку в лесу на расстоянии 2-х километров от торца ВПП № 14R аэропорта Домодедово при попытке посадки в аэропорту ночью в тумане и с низкой видимостью (облачность на высоте 60 метров, видимость по дальности у земли менялась от 450 до 700 метров).  На тот момент действовал METAR: «METAR UUDD 212330Z 16003MPS 0100 R14R/0450N R14L/0700U FG VV001 03/02Q1002 64290050 14290045 NOSIG=».
Через полчаса спасательные службы обнаружили разрушившийся авиалайнер — он совершил посадку прямо на берёзовую рощу, пропахав в ней широкую просеку. Самолёт разломился надвое, у него оторвалось левое крыло, а также образовались трещины на фюзеляже. При этом пожара, обычного для подобных посадок, не произошло (пожарные объяснили это профессионализмом пилотов, которые, по их словам, успели выключить двигатели и обесточить самолёт). Только после этого раненый экипаж самостоятельно покинул борт. Тяжёлые травмы получили КВС (черепно-мозговая травма и перелом ключицы) и второй пилот (черепно-мозговая травма, перелом грудины и шейки бедра). Объяснить, почему они не дотянули до полосы, пилоты не смогли. По их словам, всё произошло слишком быстро и для себя они с версией инцидента ещё не определились.

## Расследование
Расследование проводилось Межгосударственным авиационным комитетом (МАК). Расследование проводилось в сговоре и во взаимодействии с руководством авиакомпании и страховой фирмой. Предварительный анализ показал, что самолёт не получал повреждений в воздухе; оба двигателя работали до момента столкновения с землёй.
30 марта 2010 года сообщили, что остаток авиатоплива составлял 9 тонн. При подходе к аэропорту Домодедово на высоте около 4200 метров у лайнера отказал автопилот. Пилотирование лайнера пилоты продолжили в ручном режиме, но не сообщили диспетчеру об отказе автопилота (вычислительной системы управления полётом).
7 сентября 2010 года МАК опубликовал окончательный отчёт расследования, в котором названа причина аварии, в котором возложило вину за авиапроисшествие на экипаж:
Причиной авиационного происшествия с самолётом Ту-204-100 RA-64011 при выполнении захода на посадку в условиях хуже метеорологического минимума ВС при фактически имевшемся на борту и задействованном экипажем исправном оборудовании, явилось непринятие экипажем решения об уходе на второй круг с ВПР и продолжение снижения при отсутствии визуального контакта с наземными ориентирами, что привело к столкновению самолёта с деревьями и землёй в управляемом полёте (CFIT).
Авиапроисшествие вызвано сочетанием множества неблагоприятных факторов, включая:
- недостаточную подготовку для посадки при предельных метеоминимумах,
- неудовлетворительный CRM,
- отказ вычислительной системы управления полётом,
- непринятие решения об уходе на другой аэропорт,
- непринятие решения об уходе на второй круг,
- неудовлетворительное взаимодействие в экипаже[16].

## Уголовное дело
В марте 2011 года оба пилота признаны виновными и приговорены к одному году лишения свободы условно с испытательным сроком. При этом КВС вину свою не признавал.